# 휴마시스
휴마시스(Humasis Co., Ltd.)는 대한민국의  체외 진단 기업이다. 본사는 경기도 안양시 동안구 전파로 88 신원비젼타워 504호에 위치해 있으며 대표이사는 차정학이다. 코로나19와 독감(인플루엔자) 감염 진단 키트를 포함 감염성 질환, 심근경색, 암 표지자, 여성 관련 진단 키트를 제조한다

## 해외법인
- 미국 법인 휴마시스USA (Humasis USA, Inc.)
- 베트남 법인 휴마시스비나 (HUMASIS VINA COMPANY LIMITED)

## 상장
2017년 10월에 코스닥 시장에 상장하였다.

## 같이 보기
- 진단키트
- 케이바이오

## 참고 문헌
1. ↑  김성태, 휴마시스, 코로나19 확진자 감소에도 주가 24% 오른 이유는?, 서울경제, 2023년 1월 6일
2. ↑  임한솔, 휴마시스 미국 법인 설립, 북미 체외 진단 의료 기기 시장 진출 거점 마련, 비즈니스포스트, 2022년 8월 26일
3. ↑  남대열, 휴마시스 "코로나19∙독감 동시 진단 키트, 국내 제조 허가", 히트뉴스, 2023년 4월 20일
4. ↑  국윤민, 한국IR협의회 기술분석보고서-휴마시스, 2022년 3월 10일